# Sergei Sergejewitsch Lebedew

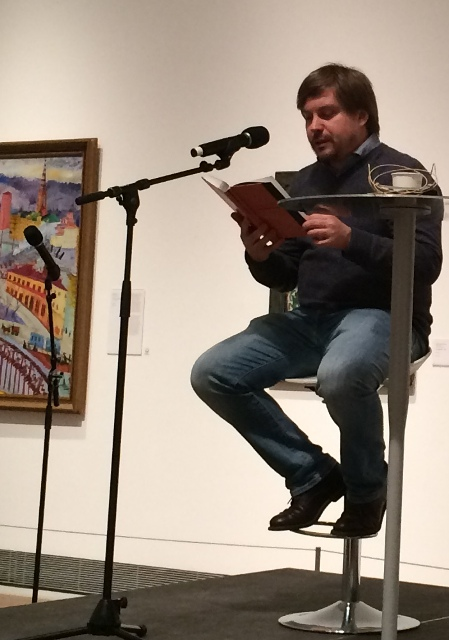
Sergei Sergejewitsch Lebedew

Sergei Sergejewitsch Lebedew (russisch Сергей Сергеевич Лебедев; * 1981 in Moskau, Russische Sozialistische Föderative Sowjetrepublik) ist ein russischer Journalist und Autor. Er lebt seit 2018 in Potsdam.

## Leben
Lebedew entstammt einer sowjetischen Geologenfamilie. Schon in der Schulzeit suchte er in aufgelassenen Minen nach Mineralien und Bergkristallen, um sein Taschengeld aufzubessern. Dabei stieß er auf Reste ehemaliger Lager des GULAG. In der Folgezeit fand er auch in den Lebensgeschichten seiner Familienangehörigen Spuren aus dieser Vergangenheit, die er dann in seinem ersten Roman mit seinen Entdeckungen im Norden und Osten der früheren Sowjetunion zusammenfasste.
Vorher hatte Lebedew als Journalist gearbeitet, unter anderem für die Literaturzeitschrift Swesda, sowie Gedichte und Essays veröffentlicht. Der Erstlingsroman Der Himmel auf ihren Schultern war im Jahre 2011 auf der Vorschlagsliste zum Nationalen Bestsellerpreis Russlands und erschien 2013 in deutscher Übersetzung. Im gleichen Jahr erhielt Lebedew das vom Auswärtigen Amt in Berlin geförderte Stipendium des Literarischen Colloquiums Berlin.
Sein im Herbst 2015 in deutscher Übersetzung erschienener dritter Roman Menschen im August war mehreren Verlagen in Russland zu heikel und ist in Russland erst im Januar 2016 erschienen. Einige seiner Romane setzen sich mit den psychischen Nachwirkungen der millionenfachen Erfahrung des Gulags auf die russische Gesellschaft auseinander. Typisch für sie ist der „Ich-Erzähler in der Tradition der Romantik“ (Per Leo), seine Sprache prägen Metaphern und Vergleiche.
Während der erneuten Wahl Putins im März 2018 sagte er, Russland sei „krank vor Angst“. Es gebe keine staatliche Institution, die die Bürger vertrete. Die Authentizität der Beziehungen sei verschwunden und der Giftcocktail der Propaganda schaffe eine Maschinerie von Hexenjagden.
Nach dem Russischen Überfall auf die Ukraine 2022 schrieb er, die sowjetischen Verbrechen seien nie bestraft worden, deshalb kehrten sie wieder. Die russischen Bomben und Raketen, welche heute Ukrainer töten, seien der Preis für die Versäumnisse nach 1991. Es sei zu früh, die Ukrainer um Vergebung zu bitten; „wir werden um Vergebung bitten, nachdem die Kriminellen, die diesen Krieg begannen, bestraft wurden – falls sie bestraft werden.“ Eine dauerhafte Besserung der Verhältnisse in Russland sei nur zu erreichen, wenn das Land sein jahrhundertealtes „imperiales Bewusstsein“ aufgäbe. Die Geisteshaltung in Russland sei stark geprägt von Autoritarismus und Rassismus (z. B. gegenüber Personen aus dem Kaukasus oder Zentralasien, aber auch gegenüber Ukrainern und Weißrussen). Der russische Krieg gegen die Ukraine sei ein humanitärer und moralischer Bankrott der russischen Kultur – weil sich Russland für eine „auserwählte imperiale Macht“ halte. Die Russen müssten ihre Kultur, Geschichte und politische Struktur von Grund auf umdenken. Russland, dessen Einwohner zu etwa 25 % nicht-russischer Ethnizität seien, müsse „dekolonisiert“ werden. Die zahlreichen, in Russland lebenden Minderheiten, wie die Awaren, Tataren, Burjaten, Darginer, Udmurten, die jahrhundertelang unterdrückt worden seien, müssten beginnen, mit einer Stimme zu sprechen.
Lebedew äußerte sich auch pessimistisch und enttäuscht über die außerhalb Russlands lebenden Russen. Eine geeinte Exilopposition existiere nicht. Der Kreis um Michail Chodorkowski und die Anhänger des verstorbenen Alexei Nawalny hätten keine gemeinsame Agenda zustande gebracht und äußerten sich nur zurückhaltend zur westlichen Unterstützung der Ukraine. Die russische Opposition habe keine politische Vision für Russland.

## Werke (Auswahl)
- Предел забвения. Verlag Perwoje sentjabrja, Moskau 2010, ISBN 978-5-8246-0160-2. 2. Auflage: Verlag EKSMO, Moskau 2012, ISBN 978-5-699-54441-7.
  - deutsche Ausgabe: Der Himmel auf ihren Schultern. Übersetzt von Franziska Zwerg. S. Fischer Verlag, Frankfurt am Main 2013, ISBN 978-3-10-042510-2.
- Год кометы. Verlag Zjentr knigi Rudomino, Moskau 2014, ISBN 978-5-00087-043-3.
- Люди августа. Verlag Intellektualnaja Literatura, Moskau 2016, ISBN 978-5-9907-2231-6.
  - deutsche Ausgabe: Menschen im August. Übersetzt von Franziska Zwerg. S. Fischer Verlag, Frankfurt am Main 2015, ISBN 978-3-10-042511-9.
- Гусь Фриц. Verlag Wremja, Moskau 2018, ISBN 978-5-9691-1707-5.
  - deutsche Ausgabe: Kronos' Kinder. Übersetzt von Franziska Zwerg. S. Fischer Verlag, Frankfurt am Main 2018, ISBN 978-3-10-397373-0.
- Дебютант, Corpus Verlag, Moskau 2020
  - deutsche Ausgabe: Das perfekte Gift. Übersetzt von Franziska Zwerg. S. Fischer Verlag, Frankfurt am Main 2021, ISBN 978-3-10-397058-6
- Nein! [njet]. Stimmen aus Russland gegen den Krieg. Rowohlt, Hamburg 2025, ISBN 978-3-4980-0743-0